# 肆式青春
《肆式青春》（日语：詩季織々）是由易小星、竹内良贵、李豪凌執導，CoMix Wave Films制作的動畫電影。作品以中國的北京、廣州、上海3個城市為舞台，講述了以“衣食住”为主题的3個青春短篇故事。

## 劇情
《一碗鄉愁（向陽早餐）》【主題：食】
在北京工作的青年小明，對枯燥無味地度過著的每一天感到非常煩躁。某天下雨的早晨在上班路上，小明突然想起了在故鄉·湖南省的時光——
與祖母在鄉下的生活、在上學路上感受到的戀愛氣息以及在學校里發生的各種事情……每當回憶起對任何事情都會較真地一喜一憂的兒童時代，總會想起那個溫暖心頭又令人懷念的米粉的味道。
然而在大城市的北京，人與人之間甚至人與米粉之間的距離都顯得無比遙遠。就在這時，小明接到了祖母生了重病的通知電話。
《霓裳浮光（小小時裝秀）》【主題：衣】
在廣州的好姐妹，時尚模特依琳和專修學校學生璐璐。自小失去雙親的兩人，相互依靠地一起生活著。
雖然依琳在作為模特的事業上大放異彩，但是她還是感到了自己的人氣正在衰減。人際關系的惡化、工作上的煩惱、與戀人的分手。各種事情都進展不順利的依琳不禁對璐璐亂發起了脾氣，導致兩人之間產生了代溝。
某天，過於勉強自己的依琳在工作中暈倒了。姐妹二人也因此大吵了一架。
《纖雨初晴（上海戀）》【主題：住】
1990年代的上海。住在石庫門的李墨，對青梅竹馬的夏小雨微懷愛慕之心，經常跟她在一起玩耍。
長大後，即使兩人忙於準備中考，交換錄音帶這種只屬於二人的交流方式也仍在持續著。但是，以考試結果為契機，李墨離開了石庫門，兩人的距離和感情也因此變得疏遠。
然後到了現代，在社會中工作的李墨覺得工作不順利，他為了改變這一狀況而決定搬家。就在這時，在搬家的行李中，李墨發現了那捲理應早已不見了的錄音帶。

## 人物

### 一碗鄉愁
小明（聲：坂泰斗（青年期）、伊瀨茉莉也（幼少年期）（日本）；白客（中國大陸）；鈕凱暘（台灣）克里斯賓·弗里曼（美国））
出生於湖南省、如今在北京工作。由於父母的原因，小時候和祖母一起生活。

### 霓裳浮光
依琳（聲：壽美菜子（日本）；彭師欣（中國大陸）；楊凱凱（台灣）；伊雯·瑞秋·伍德（美國））
出生於廣州的高人氣模特。父母雙亡，與一個收養的妹妹一起生活著
璐璐（聲：白石晴香（日本）；陳穎輝（中國大陸）；徐瑀甄（台灣）；Jona Xiao(美國)）
就讀於服飾設計專修學校，依琳的妹妹。雖然與姐姐完全相反，有著十分內向的性格，但很關心自己的姐姐
史蒂夫（聲：安元洋貴（日本）；宋克軍（台灣）；George Ackles（美國））
依琳的經紀人。在公私方面都是依琳很重要的商量對象。與依琳的妹妹璐璐的關係不錯。

### 纖雨初晴
李墨（聲：大塚剛央（日本）；梁達偉（中國大陸）；蔣鐵城（台灣））
出生於上海的青年。工作是建築設計，但進展不順利，陷入了停滯不前的狀態
夏小雨（聲：長谷川育美（日本）；唐雅菁（中國大陸）；李昀晴（台灣）；Erica Mendez（美國））
李墨的初戀對象，兒時的玩伴。由於某件事而與李墨疏遠，走上了與他不同的人生道路

## 製作團隊

#### 一碗鄉愁
- 劇本、導演：易小星
- 分鏡：森本育郎
- 演出、編集：今村望
- 角色設計、作畫監督：西村贵世
- 烹飪場景作畫監督：大桥实
- 美術監督：马岛亮子
- 音樂：sakai asuka[2]

#### 霓裳浮光
- 劇本、分鏡、導演：竹内良贵
- 演出：佐土原武之
- 劇本：永川成基
- 角色設計：矢岛康太
- 作畫監督：大桥实
- 美術監督：、友泽优帆
- 音樂：yuma yamaguchi[3]

#### 纖雨初晴
- 劇本、分鏡、導演：李豪凌
- 角色設計、演出、作畫監督：土屋坚一
- 美術監督：渡边丞
- 音樂：石冢玲依[4]

#### 主題曲
主題曲《WALK》
作詞、作曲、歌：ビッケブランカ 